# Due marines e un generale
Due marines e un generale è un film del 1965 diretto da Luigi Scattini.
La pellicola ha tra i protagonisti Ciccio Ingrassia, Franco Franchi e Buster Keaton.

## Trama
Frank e Joe, due marines statunitensi di origini siciliane, durante la Seconda guerra mondiale si perdono nel deserto libico dove incontrano una signora che si rivela essere un ufficiale tedesco. La donna li fa prigionieri portando Frank e Joe al quartier generale in presenza del generale dell'Africa Korps von Kassler, la "volpe delle dune".
Qui i nazisti pianificano di far fuggire i due, facendoli entrare in possesso di finti piani d'attacco, che poi in realtà si rivelano autentici, causando così la sconfitta dell'esercito tedesco in Africa. Dopo la disfatta nazista, gli statunitensi progettano una spedizione in Italia ma l'operazione viene ritardata in quanto si pensa che i nemici siano in possesso di una temibile arma, l'Anzio Express, un cannone su rotaia in grado di respingere lo sbarco alleato ad Anzio.
Frank e Joe si ritrovano così involontariamente catapultati in una missione della massima urgenza in Italia, per constatare l'effettiva esistenza del cannone. Fin dal loro sbarco ad Anzio trovano numerosi problemi lungo la loro strada, che riescono a risolvere solo grazie all'audacia di Joe, all'abilità nel camuffamento di Frank e all'aiuto di un silenzioso generale tedesco che li prende in simpatia.

## Colonna sonora
La colonna sonora del film è stata composta da Piero Umiliani; di seguito viene riportato l'elenco completo delle tracce della colonna sonora:
1. Due marines e un generale (Titoli) – 2:05 (Piero Umiliani)
2. Arrivano i marines – 2:18 (Piero Umiliani)
3. Ballata dell'addio – 1:26 (Piero Umiliani)
4. Tema misterioso – 2:16 (Piero Umiliani)
5. Lotta di liberazione – 2:50 (Piero Umiliani)
6. L'offensiva di primavera – 1:35 (Piero Umiliani)
7. Marcia del generale – 1:47 (Piero Umiliani)
8. Il funerale – 2:14 (Piero Umiliani)
9. Dedicato a Buster[1] – 2:41 (Piero Umiliani)
10. Dopo la battaglia – 3:00 (Piero Umiliani)
11. Là dove passò la guerra – 1:32 (Piero Umiliani)
12. Finalmente Inghilterra e Italia insieme – 4:01 (Piero Umiliani)
13. Colpo di mano – 3:25 (Piero Umiliani)
14. Fascismo e dintorni – 1:30 (Piero Umiliani)
15. Marcia becera – 1:15 (Piero Umiliani)
16. Trame nere – 1:23 (Piero Umiliani)
17. Esercito della salvezza – 2:56 (Piero Umiliani)
18. Marcetta Swing – 1:53 (Piero Umiliani)
19. Marcia del generale – 3:14 (Piero Umiliani)
20. Manovre militari – 3:03 (Piero Umiliani)
21. Temino buffo – 2:41 (Piero Umiliani)
22. Temino buffo 2 – 1:38 (Piero Umiliani)
23. Marcia di guerra[2] – 1:12 (Piero Umiliani)
24. Il generale (Original Single Version) – 2:00 (Piero Umiliani)
25. I due marines (Original Single Version) – 1:38 (Piero Umiliani)

Durata totale: 55:33

## Curiosità
- A fianco della coppia ha una parte il celebre comico statunitense dell'epoca del muto Buster Keaton (per il quale Franco nutriva grande ammirazione), in una delle sue ultime apparizioni, il quale stanco e malato, si ostina nel suo proverbiale “mutismo”, pur concedendosi la mimica e delle gag degne dei tempi migliori, fino a un incredibile Grazie (Thank You) di commiato, doppiato da Riccardo Cucciolla.[3][4]
- Il cantautore italiano Claudio Lolli ha intitolato una sua canzone Keaton, parlando di un personaggio che "naturalmente non sorrideva mai". La stessa canzone è stata successivamente ripresa da un altro cantautore, Francesco Guccini che vi apporta un'aggiunta testuale in calce in cui parla di "Keaton quello vero", dove dipinge un flash delle riprese del film Due marines e un generale (Keaton, quello vero, l'ultima volta che l'hanno visto passeggiava / lungo le strade e per il vento di Roma / durante le pause di un film con Franchi e Ingrassia. / Aveva in corpo mille litri di alcool, / la faccia la solita, senza allegria; / si ubriacava ogni giorno con la troupe borgatara).